# Lista över insjöar i Eslövs kommun
Detta är en lista över sjöar i Eslövs kommun baserad på sjöns utloppskoordinat. Om någon sjö saknas, kontrollera grannkommunens lista eller kategorin Insjöar i Eslövs kommun.

## Lista
| Namn            | Koordinat                                     | Sjöid         | VYID          | Yta (km²) | Strandlinje (km) | Höjd (m) | Maxdjup (m) | Volym (m³) | HARO  | Natura 2000 |
| --------------- | --------------------------------------------- | ------------- | ------------- | --------- | ---------------- | -------- | ----------- | ---------- | ----- | ----------- |
| Långakärr       | 55°49′29″N 13°19′05″Ö / 55.82485°N 13.31817°Ö | 619123-134414 |               |           |                  |          |             |            | 92000 | Abullahagen |
| Stavrödsmosse   | 55°51′03″N 13°23′23″Ö / 55.85071°N 13.38967°Ö | 619372-134862 | 619395-134872 | 0,072     | 1,1              | 97       |             |            | 92000 |             |
| Vombsjön        | 55°41′02″N 13°35′18″Ö / 55.68393°N 13.58826°Ö | 617666-135851 | 617497-136056 | 12        | 14,7             | 19       | 15,6        | 78 274 000 | 92000 |             |
| Västra Ringsjön | 55°53′34″N 13°28′20″Ö / 55.89264°N 13.47212°Ö | 620062-135224 | 619844-135404 | 14,4      | 18,4             | 53       | 5,7         | 39 110 000 | 96000 |             |
|                 | 55°46′22″N 13°28′47″Ö / 55.77266°N 13.47962°Ö | 618507-135406 |               |           |                  |          |             |            | 92000 |             |
|                 | 55°54′55″N 13°24′40″Ö / 55.91537°N 13.41108°Ö | 620110-135031 |               | 0,0747    | 1,42             | 54       |             |            | 96000 |             |
|                 | 55°55′35″N 13°24′08″Ö / 55.92652°N 13.40223°Ö | 620236-134980 |               | 0,00199   | 0,243            | 54       |             |            | 96000 |             |